# Hypocentrum
Hypocentrum (bokstavligen: 'under centrumet' från grekiska υπόκεντρον) är den punkt, vanligtvis under jord, där en chockvåg av något slag har sin energiurladdning vid till exempel en jordbävning. Ett hypocentrum befinner sig rakt under epicentrum. Hypocentrum kallas ofta fokus och anges i koordinater x, y, z. Koordinaten z är djupet med ytan som referenspunkt, dvs. ett hypocentrum under jord har ett positivt värde emedan ett hypocentrum ovan jorden får ett negativt värde.
Vid en större jordbävning kan en förkastningslinje vara flera mil lång, det gör att man ofta kan ange fler olika hypocentrum som syftar på olika saker, hypocentrum kan dels vara i den punkt som förkastningslinjen började röra sig men det kan också vara den punkt som ligger i mitten av förkastningslinjen.
När en atombomb detonerar är hypocentrum i den punkt där bomben detonerar till exempel -100 meter (100 meter ovanför jord). Det är även vanligt att man använder hypocentrum för att ange den punkt där jorden absorberar energin; detta är emellertid mer korrekt ett epicentrum. Detonerar bomben direkt på marken sammanfaller epicentrum och hypocentrum i en och samma punkt. Man anser att man inte bör använda sig av termen hypocentrum när det gäller detonationer i luften utan istället helt enkelt säga, bomben detonerade 100 m över land på koordinaterna x och y.